# UFJホールディングス

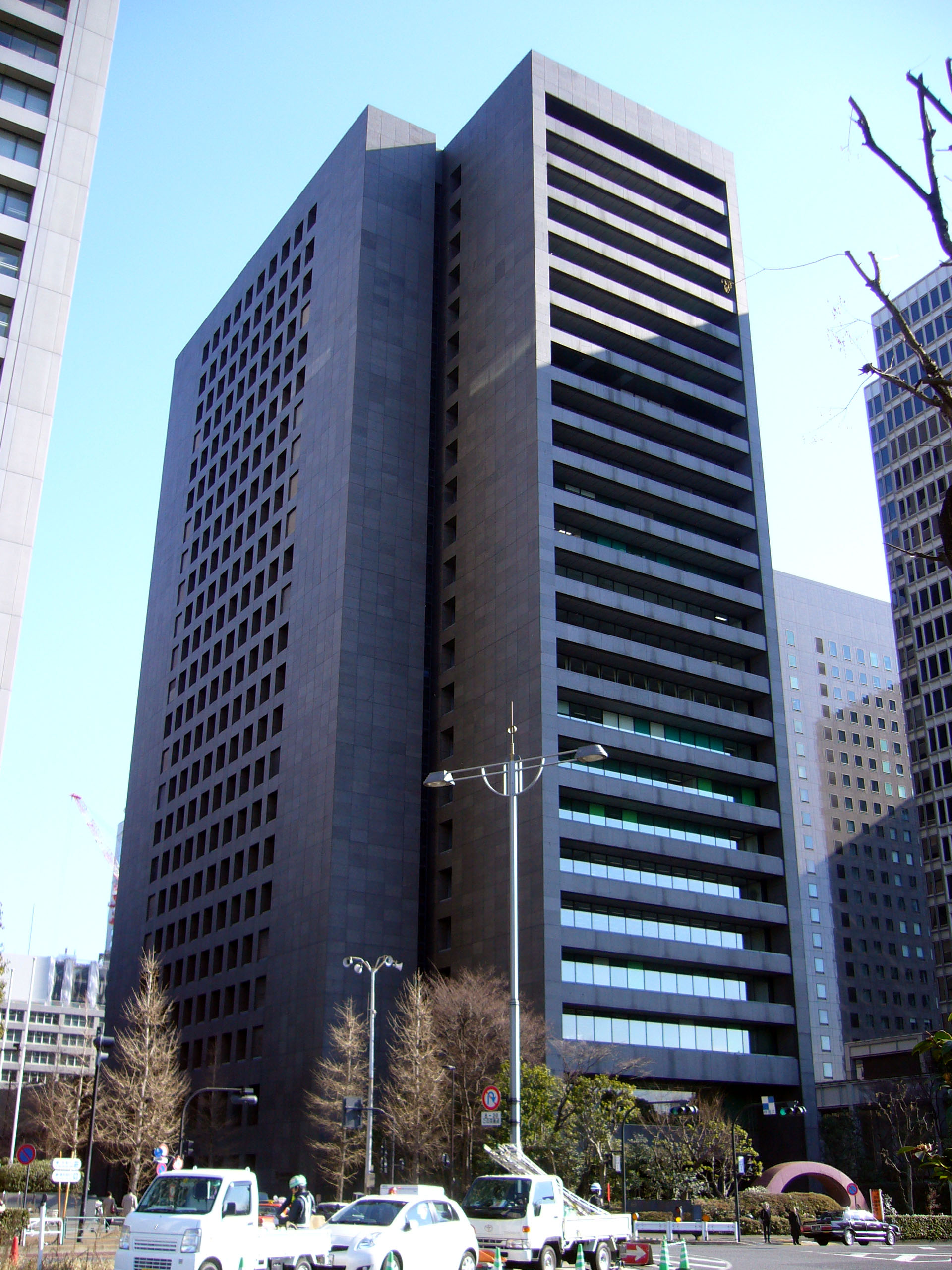
UFJ銀行 東京営業部・東京本部が入居したUFJ東京ビル（後に 三菱東京UFJ銀行 大手町ビルに改称し、2012年に解体された）

株式会社UFJホールディングス（ユーエフジェイホールディングス、英語: UFJ Holdings, Inc.、登記上の商号:  ユーエフジェイホールディングス）は、かつて存在した日本の金融持株会社。

## 概要
バブル崩壊以後、体力を失った都市銀行の再編が急速に進行する中、1998年、東海圏と埼玉県にそれぞれ根強い地盤を持ち、地銀的性格も併せ持っていた東海銀行とあさひ銀行は、持株会社方式での経営統合に合意した。そこに強烈な行風から再編に出遅れていた三和銀行が2000年に「東海・あさひ連合」への合流を表明した。しかし、他の2行に規模で勝る三和銀行が次第に持株会社方式での経営統合に異論を唱え、強硬に3行の合併を唱えるようになると、あさひ銀行は3行統合構想からの離脱を表明した（その後、あさひ銀行は大和銀行と経営統合し、りそなホールディングス・りそな銀行設立に向かう）。
こうして2001年4月に、三和銀行・東海銀行・東洋信託銀行が株式移転で経営統合し、UFJホールディングスが発足。その後、ホールディングス傘下にあった三和銀行と東海銀行は2002年1月に合併してUFJ銀行となり、東洋信託銀行はUFJ信託銀行に改称した。
しかしその後、UFJ銀行の不良債権処理問題により、巨額の赤字決算を出してしまうと、他社への身売りを模索。一時はUFJ信託銀行を住友信託銀行に売却することで2004年5月に合意するも、その後一転して、2004年7月には三菱東京フィナンシャル・グループ（MTFG）との経営統合を発表した。こうして2005年10月1日にUFJホールディングスは三菱東京フィナンシャル・グループと合併し、新たに三菱UFJフィナンシャル・グループ（MUFG）となった。
コーポレートカラーはワインレッドだった。

## 名称
「UFJ」はUnited Financial of Japan（ユナイテッド・フィナンシャル・オブ・ジャパン）の頭文字である。ただし、当初からfinancialがfinanceの形容詞のため英文法上不適切な表記と受け止められる場合があり、UFJホールディングスでは公式サイトの企業情報FAQページにおいて「United Financial of Japan」は固有名詞であると解説していた。

## 沿革
- 2001年4月2日 - 株式会社三和銀行、株式会社東海銀行及び東洋信託銀行株式会社[1]が株式移転し、株式会社ユーエフジェイホールディングス設立。
- 2002年9月1日 - UFJパートナーズ投信株式会社[2]と株式交換し、同社を完全子会社化。
- 2004年4月1日
  - UFJつばさ証券株式会社の株式を 株式会社UFJ銀行[3]及びUFJ信託銀行株式会社[4]から譲り受け、同社を子会社化。
  - 株式会社ユーフィット新設分割し設立したUFJIS株式会社の株式を取得し、同社を完全子会社化。
- 2005年10月1日 - 株式会社三菱東京フィナンシャル・グループと合併し、消滅。同時に、MTFGは商号を株式会社三菱UFJフィナンシャル・グループに変更した。
- 2006年9月30日 - UFJ銀行のホームページがこの日を以て閉鎖（公式発表による）。

## 主な関係会社（2005年9月30日時点）

### 連結子会社
- 株式会社UFJ銀行
- UFJ信託銀行株式会社
- UFJつばさ証券株式会社 （東証一部上場）
- 株式会社泉州銀行（UFJ銀行の連結子会社・大証一部上場。現・池田泉州銀行）
- 株式会社UFJカード → UFJニコス株式会社（現・三菱UFJニコス株式会社。2002年1月14日までは株式会社ミリオンカードサービス）
- 株式会社ユーフィット（現・TIS）

### 持分法適用関連会社
- 株式会社中京銀行（UFJ銀行の持分法適用関連会社・東証一部上場）
- 株式会社岐阜銀行（UFJ銀行の持分法適用関連会社・名証一部上場）
- 株式会社大正銀行（UFJ銀行の持分法適用関連会社）
- UFJセントラルリース株式会社（UFJ銀行の持分法適用関連会社・東証一部上場。現・三菱HCキャピタル）
- カブドットコム証券株式会社（UFJ銀行 の持分法適用関連会社・東証一部上場。現・auカブコム証券）
- 日本マスタートラスト信託銀行株式会社（UFJ信託銀行の持分法適用関連会社）

## テレビ番組
- 日経スペシャル ガイアの夜明け 巨大銀行 統合劇の真相 〜完全再現 その時、頭取は決断した〜（2004年8月17日、テレビ東京）[5] - UFJグループと三菱東京フィナンシャル・グループとの統合を取材。